# Hookeriopsis papillosula
Hookeriopsis papillosula är en bladmossart som beskrevs av Brotherus och Potier de la Varde 1928. Hookeriopsis papillosula ingår i släktet Hookeriopsis och familjen Hookeriaceae. Inga underarter finns listade i Catalogue of Life.